# Anatomia de la malenconia
L'Anatomia de la malenconia (Títol complet: L'Anatomia de la malenconia, que és: amb totes les classes, causes, simptomes, pronòstic, i unes quantes cures d'això. Amb tres particions de Maine amb les seves seccions, membres, i subseccions. Filosòficament, medicinalment, històricament, obert i tallat.) és un llibre de Robert Burton, primera publicació el 1621.

## Visió de Conjunt
Malgrat que aparentment es tracta d'un llibre de medicina en el qual Burton aboca, a la manera escolàstica, el seu coneixement extens i variat sobre la malenconia (que inclou el que ara s'anomena depressió clínica), l'Anatomia de la malenconia és més un treball sui generis de literatura que un text científic o filosòfic. De fet la malenconia hi esdevé la lent a través de la qual es poden examinar totes les emocions i pensaments humans. Per assolir aquest objectiu s'hi esmerça el contingut virtualment sencer d'una biblioteca del segle xvii.
En el satíric prefaci, el personatge de Burton, Democritus Júnior, explica: "Escric sobre la malenconia per a restar ocupat i així evitar caure en la malenconia." L'Anatomia és un document molt extens que conté digressions i comentaris que abasten temes tan diversos com la digestió, la geografia d'Amèrica o els follets, entre d'altres, però, no obstant el valor científic que pugui tenir, és en la personal veu de l'autor que paren esment els seus admiradors. Amb un to tan aviat seriós com satíric, l'autor va descabdellant un estil pròxim al monòleg interior, cosa que informa i anima el text.

## Publicació
Un reescriptor obsessiu del seu treball, Burton publicava cinc edicions revisades i expandides de L'Anatomia de Malenconia durant la seva vida. L'Anatomia de Malenconia ha estat sovint fora d'impressió, més notablement entre 1676 i 1800. Perquè cap manuscrit original de l'Anatomia ha sobreviscut, les reimpressions posteriors n'han dibuixat més o menys fidelment des de les edicions publicaven durant la vida de Burton. Primeres edicions de l'Anatomia són ara en el domini públic, amb uns quants disponibles completament des d'un cert nombre de fonts en línia com Projecte Gutenberg. En aquests darrers anys, l'interès augmentat en el llibre, combinat amb el seu estatus com a treball de domini públic, ha ocasionat un cert nombre d'edicions impreses noves, més últimament una reimpressió de 2001 de l'edició de 1932 prop de La Ressenya De Nova York De BOOKS sota seu NYRB Classics empremta (Isbn 0-940322-66-8).